# Château de Puy-Launay
Le château de Puy-Launay est un château situé à Linac, en France.

## Localisation
Le château est situé sur la commune de Linac, dans le département français du Lot.

## Historique
Le château de Puy-Launay est situé à l'écart du village de Linac, sur une colline dominant les vallées du Bervezou et de la Burlande, dans un paysage verdoyant aux marches du Cantal. Le château cité au XIIIe siècle, était situé sur les terres appartenant à l'abbaye d'Aurillac. Le site est appelé « Puech Léonès » dans une reconnaissance en 1279, puis « Puech Launès » en 1504, avant la transformation de Puech en Puy et Launès en Launay au XXe siècle. 
En 1279, le fief appartient à Rigal Guignabert. Au siècle suivant, le fief appartient à la famille aux Rabassier. Étienne Rabassier est cité dans les lieux dès 1399. En 1438, Marie Rabassier apporte la seigneurie à Eustache de Narbonnès. En 1504, Eustache II, son fils, né vers 1440, a dénombré pour Puylaunès. En 1602, Jean de Narbonnès meurt sans héritier. L'année suivante, sa veuve, Jeanne de Luzech, se remarie avec Louis Ferdinand de Lostranges. Il va en résulter un procès avec les sœurs de son premier mari qui revendiquent la seigneurie. Un accord intervient en 1607. Le château revient à Balthasard de Cadrieu, fils d'une sœur de Jean de Narbonnès. Le petit-fils a vendu le château en 1658 à Guillaume de Dumas, un président de l'Élection de Figeac. Sa fille, mariée au marquis de Bournazel en hérite. Puis le château passe aux Buisson, ensuite aux Durfort-Boissières. Alphonse-Armand de Durfort-Boissières vend le château en 1786 à Étienne de Palhasse de Salgues qui va vivre au château jusqu'en 1803. Ses enfants refusant la succession, le château est vendue par vente judiciaire en 1812. Le château et l'ensemble des propriétés qui lui étaient associées constituant un domaine de 110 hectares sont achetés par Antoine Chassari, avoué à Millau. Celui-ci a vendu par lot ce domaine. Le château en vendu en 1834 à Pierre Bel avec un parc réduit à 2 hectares. Le château est resté dans sa descendance.
Il existait à l'origine une tour seigneuriale du XIIe siècle ou du début du XIIIe siècle, appelée tor de Puechlaunes dans un prix-fait daté de 1440, qui appartenant aux Guignabert. Le château a été édifié par les Narbonnès dans la seconde moitié du XVe siècle. Les fondations du donjon primitif subsistent dans le sous-sol.
D'après Jean Lartigaut, la première tour seigneuriale devait être associée à un corps de logis (hospitium). D'après des textes de 1607, le château était protégé par une enceinte qui comprenait cinq tours construites au début du XVIe siècle. Au XVIIe siècle, deux de ces tours étaient devenues, l'une, un pigeonnier, et l'autre, la chapelle.
Les deux tours rondes ont été découronnées à la Révolution à la hauteur des mâchicoulis.
L'édifice est inscrit au titre des monuments historiques le 30 mai 1989.